# Erechtheus: A Tragedy
Erechtheus: A Tragedy – oparty na motywach z mitologii greckiej dramat angielskiego poety Algernona Charlesa Swinburne’a, opublikowany w 1876 nakładem oficyny Chatto & Windus. Bohaterem jest Erechteus, król Aten. Utwór jest napisany w większości wierszem białym, inkrustowanym okazjonalnie aliteracją: Was thine heart swoln with seed of pride, or bowed/With blasts of bitter fear that break men's souls. W niektórych miejscach poeta stosuje stychomytię.

Mother of life and death and all men's days,
Earth, whom I chief of all men born would bless,
And call thee with more loving lips than theirs
Mother, for of this very body of thine
And living blood I have my breath and live,
Behold me, even thy son, me crowned of men,
Me made thy child by that strong cunning God
Who fashions fire and iron, who begat
Me for a sword and beacon-fire on thee

Tragedia została wysoko oceniona przez francuskiego symbolistę Stéphane’a Mallarmé.